# Puncho d’Agast
Der Puncho d’Agast ist ein 840 Meter über den Meeresspiegel ragender Berg, der sich am östlichen Stadtrand von Millau im Département Aveyron in Südfrankreich befindet. An seinem westlichen Fuß mündet der Fluss Dourbie in den Tarn.
Der Puncho d’Agast ist wegen seiner Rundumsicht vom Gipfel aus und dem freien Blick über Millau ein beliebter Ausflugsgipfel. Drachen- und Gleitschirmflieger schätzen ihn wegen seiner zahlreichen Startplätze in mehrere Himmelsrichtungen.
Im Jahr 2004 fand dort die Drachenflugweltmeisterschaft statt. 